# Rundtheater
Das Konzept des Rundtheaters, präsentiert vom Schweizer Bühnenbildner und Theaterbau-Visionär André Perrottet von Laban im September 1949, basiert auf der Idee eines zentralen, drehbaren Zuschauerraums, der von einer ringförmigen Bühne umgeben ist. 
Diese Anordnung erlaubt nicht nur rasche Szenenwechsel, sondern auch die Schaffung beliebig vieler Bühnenausschnitte in verschiedenen Grössen. Sämtliche für eine Vorstellung benötigten Szenenbilder können im Voraus aufgebaut werden und werden dann sichtbar, wenn der Zuschauerraum (samt allfälligem Orchestergraben) entsprechend gedreht und auf den jeweils gewünschten Bühnenausschnitt eingestellt wird. Ebenfalls drehbar ist die über dem Zuschauerraum angebrachte Gondel, die die Beleuchtungskörper und die sie bedienenden Personen trägt. Weitere Elemente des Theaters sind die an die Bühne anschliessenden Künstlergarderoben sowie das Foyer und der Kassenraum.
Das ganze Theatergebäude ist zerlegbar, sodass es rasch abgebrochen und andernorts wieder aufgebaut werden kann. Die zur drehbaren Lagerung des Zuschauerraums verwendeten Rollen sowie die Träger der Bühne sind so konzipiert, dass sie gleichzeitig als Bestandteile der zum Transport des Theaters dienenden Wagen benutzbar sind. Auf etwa 12 Wagen lässt sich das ganze Theater gut transportieren und kann deshalb auch als Wandertheater eingesetzt werden.
Dank seiner modularen Bauweise kann das Theater problemlos den Anforderungen der jeweiligen Aufführung (Schauspiel, Oper, Kammerspiel, Arena) angepasst oder auch zu anderen Zwecken (Kongresse, Ausstellungen) umfunktioniert werden.